# Exarmidium hysteriiforme
Exarmidium hysteriiforme är en svampart som beskrevs av P. Karst. 1873. Exarmidium hysteriiforme ingår i släktet Exarmidium och familjen Hyponectriaceae.  Arten är reproducerande i Sverige. Inga underarter finns listade i Catalogue of Life.